# Heping (Taizhong)
Heping (chiń. upr. 和平区; chiń. trad. 和平區; pinyin Hépíng qū; Wade-Giles Ho-p’ing ch’ü) – dzielnica (chiń. 區, qū) aborygeńska miasta wydzielonego Taizhong na Tajwanie. 
23 czerwca 2009 komitet przy Ministrze Spraw Wewnętrznych Republiki Chińskiej zarekomendował scalenie dotychczasowego powiatu Taizhong (chiń. trad. 臺中縣; pinyin Táizhōng xiàn) i miasta Taizhong (chiń. trad. 臺中市; pinyin Táizhōng xiàn) w miasto wydzielone (chiń. 直轄市, zhíxiáshì); wszystkie gminy wiejskie (chiń. 鄉, xiāng), jak Heping, miejskie oraz miasta wchodzące w skład powiatu zostały przekształcone w dzielnice (chiń. 區, qū). Ustawa weszła w życie 25 grudnia 2010 roku.
Populacja dzielnicy Heping w 2016 roku liczyła 10 795 mieszkańców – 4980 kobiet i 5815 mężczyzn. Liczba gospodarstw domowych wynosiła 4510, co oznacza, że w jednym gospodarstwie zamieszkiwało średnio 2,39 osób.

## Demografia (2011–2016)
| Rok  | Liczba ludności | Gęstość zaludnienia | Kobiety | Mężczyźni | Gospodarstwa domowe |
| ---- | --------------- | ------------------- | ------- | --------- | ------------------- |
| 2011 | 10 683          | 10                  | 4901    | 5782      | 4419                |
| 2012 | 10 556          | 10                  | 4858    | 5698      | 4391                |
| 2013 | 10 589          | 10                  | 4892    | 5697      | 4398                |
| 2014 | 10 825          | 10                  | 5017    | 5808      | 4414                |
| 2015 | 10 726          | 10                  | 4973    | 5753      | 4430                |
| 2016 | 10 795          | 10                  | 4980    | 5815      | 4510                |